# Brvenik Naselje
Brvenik Naselje (Servisch cyrillisch Брвеник Насеље) is een plaats in de Servische gemeente  Raška. De plaats telt 408 inwoners (2002).